# Marchio di conformità EAC

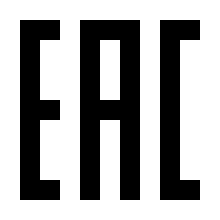
Il marchio EAC.

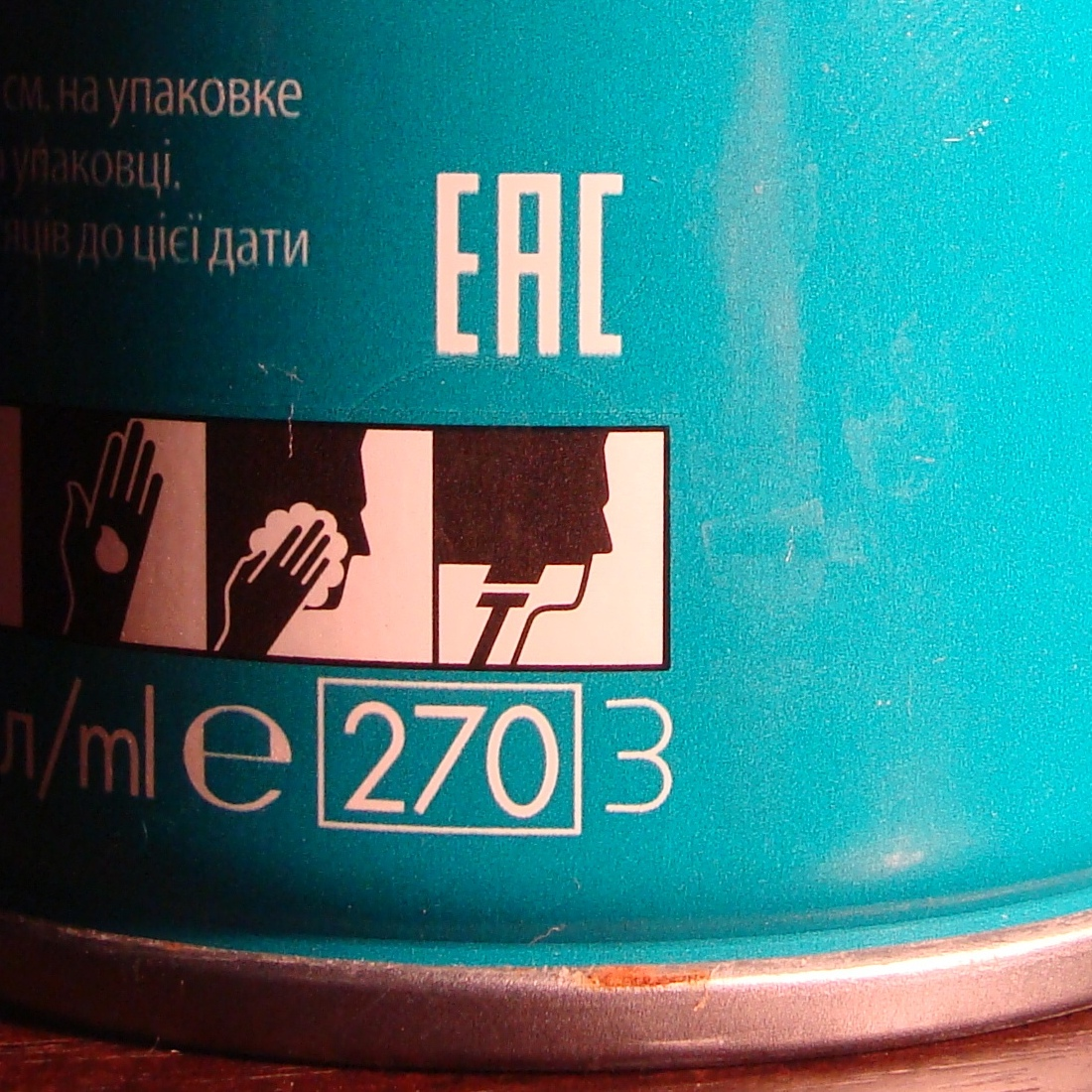
Il marchio EAC su un prodotto (schiuma da barba).

Il marchio di conformità EAC (EurAseC Conformity: EAC, in russo Евразийское соответствие?) è un marchio di conformità  che è apposto sui prodotti per certificarne la conformità ai Regolamenti Tecnici dell'Unione doganale eurasiatica (TR-TC).
Il marchio di conformità EAC è entrato in uso nell'agosto 2013.
La certificazione di conformità  EAC costituisce il superamento dei regolamenti nazionali dei singoli stati costituenti l'unione doganale (Russia, Bielorussia, Kazakistan, Armenia e Kirghizistan), sostituendo nella quasi totalità dei casi quelle che erano le certificazioni nazionali (Gost-R, Gost-K, Gost-Belt) e rendendo in tal modo possibile, una volta ottenuta la certificazione, la libera circolazione dei prodotti all'interno dello spazio doganale comune senza ulteriori vincoli e/o restrizioni.
Il sistema di conformità EAC, sia nella forma dichiarativa che in quella certificativa, usa il cosiddetto "sistema certificativo delle terze parti" o "del terzo garante", vale a dire un metodo certificativo attraverso il quale un soggetto giuridico terzo, denominato "Applicant" (in russo Заявитель), si renderà garante nel territorio EurAseC della qualità e della conformità dei prodotti.